# CANDY TOYS
『CANDY TOYS』（キャンディートイズ）は、2003年6月6日にJANISから発売された18禁純真調教アドベンチャーゲームである。開発はivoryが担当。調教ゲームであるが、ほのぼの癒し系という作風が特徴となっており、メーカーコメントでは「純真調教、敢えて背反する2つの言葉をテーマにした」とのことである。
キャッチコピーは「――― 愛（アイ）で縛って。」。
2015年現在では販売終了となっており、公式サイトなどでのダウンロード販売もされていない。

## あらすじ
主人公の神城塔也は、非合法すれすれの仕事ばかりを請け負う凄腕のプログラマー。ある日、気まぐれに作ったプログラムが大手企業の目に止まり、莫大なお金が舞い込んでくることになった。お金の使い道に困った塔也は、借金を肩代わりする代わりに1か月間泊り込みで「仕事」をさせる女の子を差し出させる。
数日後、塔也のもとに1人の少女が送られてきた。

## 登場人物
神城 塔也（かみしろ とうや）
主人公。26歳。世界でも屈指の凄腕プログラマー。幼少時代を寂しく孤独に過ごしたため、「楽しさ」や「やさしさ」を軽視し、小ばかにしている。かなりのヘビースモーカーという設定だが、本編中に喫煙シーンの絵は登場しない。
御佐倉 かなた（みさくら かなた）
声：日向裕羅
ヒロイン。親が経営する工場の借金返済のため、塔也の元へ送られてくる。底抜けに明るく、ポジティブ思考の持ち主。相手に奉仕することに、この上ない喜びを感じる。コンピュータ関係の知識は皆無だが、家事を万事よくこなす。
レニー・藤島・ゴールドマン（レニー・ふじしま・ゴールドマン）
声：北都南
もう1人のヒロインで、資産家の令嬢。23歳。塔也には及ばないものの、腕利きの天才ハッカー。塔也とは古い仲で、ハッキングなどの技術はすべて彼から教わった。以前は互いにとってかけがえのない存在だったが、今は仲違いをして敵味方に分かれている。
三島 ゆずは（みしま ゆずは）
声：萌木唯
塔也とレニーが学生時代にお世話になった人の娘。クリア後のおまけシナリオにのみ登場する。
黄（こう）
塔也に仕事を発注しているブローカー。仕事の依頼なども電話・メールなどでのやりとりのみで行うため、顔グラフィックは登場しない。実はかなたを塔也の元へ送り込んだ人物である。

## スタッフ
- 企画・原案：大澤ユキヲ[3]
- 原画：上杉涼[3]
- シナリオ：嘘屋佐々木酒人[3]

## 主題歌
オープニング「Chain」
作詞：都築真紀 / 作曲：かっちん / 歌：鳥居花音
エンディング「サンキュ!」
作詞：都築真紀 / 作曲：かっちん / 歌：日向裕羅